# Hội chứng sùng bái người nổi tiếng

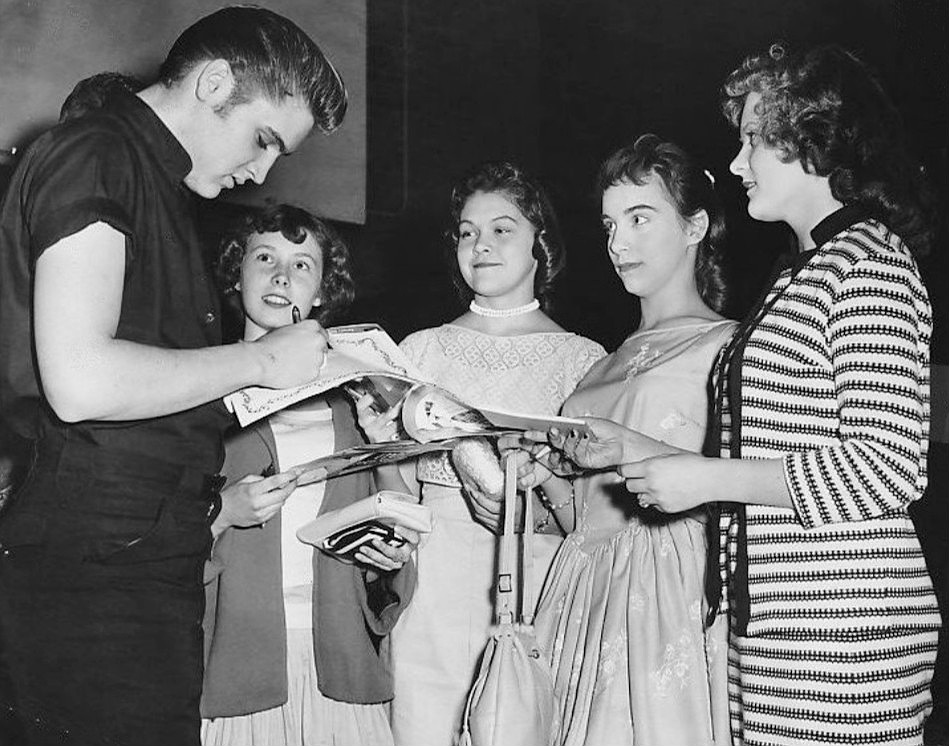
Hình ảnh Elvis Presley ký tặng cho một số người hâm mộ trẻ tuổi ở Minneapolis, Minnesota. Anh ấy đã đến thành phố để xuất hiện cá nhân.

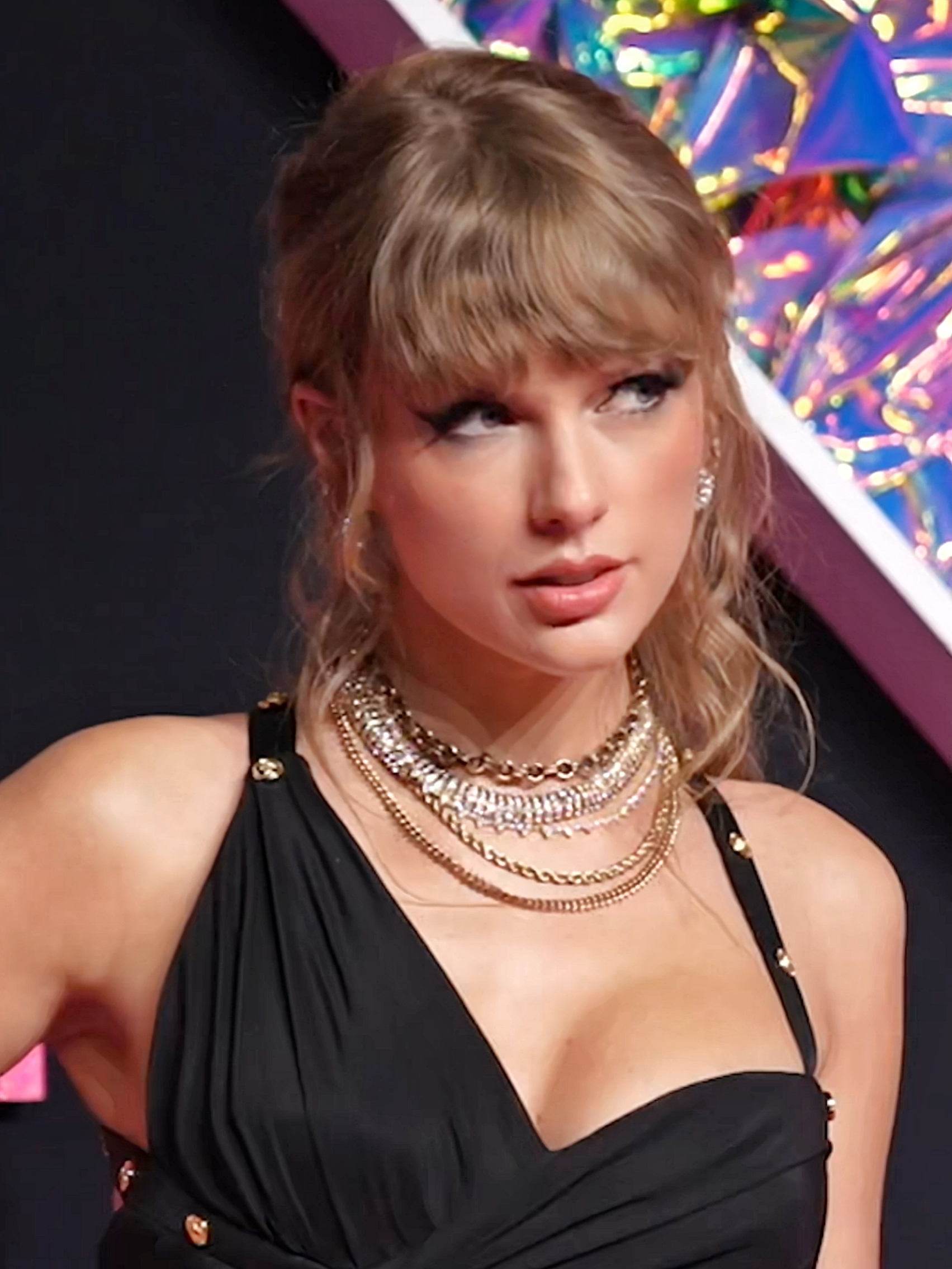
Nghệ sĩ Taylor Swif người Mỹ được sùng một rộng rãi

Hội chứng sùng bái người nổi tiếng (tiếng Anh: celebrity worship syndrome, viết tắt là CWS, hay còn gọi là hội chứng tôn thờ người nổi tiếng) là một dạng yêu mến gây nghiện, trong đó một người trở nên quan tâm quá mức đến các chi tiết trong cuộc sống cá nhân và nghề nghiệp của một người nổi tiếng. Các nhà tâm lý học đã chỉ ra rằng mặc dù nhiều người bị ám ảnh bởi các ngôi sao ở các lĩnh vực khác nhau điện ảnh, truyền hình, thể thao và nhạc pop, nhưng điểm chung duy nhất giữa họ là tất cả đều là người nổi tiếng. Các quan sát được ghi chép lại về hiện tượng sùng bái người nổi tiếng có từ thế kỷ 19.